# Украина на «Евровидении-2006»
Украина на конкурсе песни «Евровидение» 2006 года, который прошел в столице Греции в городе Афины, выступала в четвертый раз за свою историю участия. Национальный вещатель — Первый национальный канал — организовал открытый национальный отбор с участием двенадцати исполнителей, отбор провела программа "Ти - зірка!"(рус. «Ты - звезда!») финал которого транслировался в прямом эфире Первого национального телеканала. По итогам голосования жюри и телезрителей в качестве представителя конкурса была выбрана певица Тина Кароль, выступавшая с песней — «Show Me Your Love». За певицу проголосовало почти 9 тысяч человек. На песенном конкурсе, Тина Кароль набрав 145 баллов в финале, она принесла своей стране 7 место.

## Исполнитель
Татьяна Либерман родилась 25 января 1985 в посёлке Оротукан (Магаданская область) в семье инженеров Григория Самуиловича Либермана и Светланы Андреевны Либерман (Журавель), старший брат — Станислав Григорьевич Либерман. В 1992 году, когда дочери исполнилось семь лет, семья переехала в город Ивано-Франковск(Украина). Окончила музыкальную школу по классу фортепиано.
В 1999 году получила 3 премию на конкурсе "Черноморские игры", в 2002-м - 2 премию на "Первом всеукраинском конкурсе артистов эстрады". В 2003 году исполнила роль Маргарет в мюзикле «Экватор». В 2004 году окончила Киевское высшее музыкальное училище им. Глиэра. В 2005 году получила второе высшее образование, окончив заочное отделение факультет «Менеджмента и логистики» Национального авиационного университета(НАУ). В 2004 году исполняла роль Марфы-былицы в спектакле "Духов день", получила Гран-при конкурса "Нью-Йорк - Киев - Тель-Авив", стала Мисс "Галичина"-2004. В мюзикле "Ассоль" играла главную роль, принимала участие в спектакле "Яйцо лошади".  В начале музыкальной карьеры взяла себе сценический псевдоним Тина Кароль. Впоследствии изменив имя и фамилию на Тина Кароль.
С 2005 года — солистка ансамбля песни и пляски Вооружённых сил Украины. Обрела известность на Украине после участия на фестивале «Новая волна 2005» в городе Юрмала (Латвия), где исполнила песню Ньюли Энтони и Лесли Брикасс «Feeling Good», заняв второе место. Получила специальный приз от Аллы Пугачёвой — «Золотая звезда Аллы» и денежный приз в размере 50 000 долларов. Все деньги пошли на съёмки дебютного видеоклипа «Выше облаков».
В Ираке пела для многонационального миротворческого контингента в Багдаде и Эль-Куте. В Косово выступила с сольным концертом, за что министр обороны Украины вручил Тине Кароль государственный Орден «За миротворческие миссии». По приезде на Украину певица получила две премии — «Певица года» и «Открытие года».

## Национальный отбор
Национальный отбор песенного конкурса "Евровидение-2006" - "Ти - зірка!" стартовал в декабре 2005 года. Он организовывается и проводится Национальной телекомпанией Украины как членом Европейского союза вещания (European broadcasting union). В рамках нынешнего конкурса изначально было проведено 6 региональных отборов в городах Украины, по результатам которых жюри выбрало 12 человек. До финального этапа дошли только трое.
Отбор «Ти зірка!» (рус. «Ты — звезда!») проходил в виде адаптации французского формата «Академия звезд[en]» ( англ. Star Academy ) нидерландской продакшн-студии «Эндемол [en]» (англ. «Endemol»).

### Первый тур телевизионной части отбора (21 января 2006, украинский хит)[10]
- 1. Тарас Добровольский «(8 – ий колір» (Мотор'ролла) 3+9=12 баллов (здесь и дальше: баллы голосования: телезрители + жюри и общий балл.)
- 2. Ольга Свириденко «Спи собі сама» (Скрябин) 4+5=9
- 2. Ирина Розенфельд «Панно Кохання» ( Таисия Повалий) 8+10=18
- 4. Дарья Минеева «Математика» ( Друга Ріка) 1+1=2
- 5. Станислав Конкин «Я сошел с ума» (Табула раса) 2+12=14
- 6. Кирилл Туриченко «Варто чи ні»  (Александр Пономарев) 11+11=22
- 7. Тина Кароль «Файне місто Тернопіль» (Братья Гадюкины) 12+8=20
- 8. Анастасия Лушникова «Стереосистемы» (Green Grey) 7+2=9
- 9. Анна Коханчик «Діти світла» (Гайтана) 9+4=13
- 10. Евгения Сахарова «Місяць» (Наталья Могилевская) 6+3=9
- 11. Наталья Волкова «Серце» (Александр Пономарев) 10+7=17
- 12. Владимир Ткаченко «Там, де ти є» (Ани Лорак) 5+6=11

### Второй тур телевизионной части отбора (28 января 2006, мировой хит)
- 1. Наталья Волкова "She's got the look" (Роксетт) 11 + 5 = 16
- 2. Кирилл Туриченко "Always" (Бон Джови ) 9+10=19
- 3. Тарас Добровольский "I've been thinking of you" (Ландонбит) 5+6=11
- 4. Ирина Розенфельд "Dancing Queen" ( АBBA) 10 + 11 = 21
- 5. Станислав Конкин "Sunshine Reggae" ( Laid Back) 7+9=16
- 6. Анна Коханчик "Hot Stuff" (Донна Саммер) 6+8=14
- 7. Владимир Ткаченко "They will not go when I go" (Джордж Майкл) 8 + 12 = 20
- 8. Тина Король "Je t'aime" (Лара Фабиан) 12 + 7 = 19

### Третий тур телевизионной части отбора (4 февраля 2006, история «Евровидения»)
- 1. Тина Кароль "I control you" (version of Joy Fleming, Germany, 1975) 12+9=21
- 2. Кирилл Туриченко "In your eyes" (Niamh Kavanagh, Ireland 1993) 9+12=21
- 3. Ирина Розенфельд "Ding-A-Dong" (Teach-In, The Netherlands 1975) 10+10=20
- 4. Наталья Волкова "Hashket shenishar" (Shiri Maymon, Israel 2005) 11+7=18
- 5. Станислав Конкин "Save your kisses for me" (Brotherhood of Man, UK 1976) 7+8=15
- 6. Владимир Ткаченко "Why" (Geir Ronning, Finland 2005) 8+11=19

### Финал отбора (11 марта 2006, Оригинальная песня к конкурсу)
| № | Исполнитель      | Песня                      | Зрительский бал | Жури | Общий бал | Место |
| - | ---------------- | -------------------------- | --------------- | ---- | --------- | ----- |
| 1 | Кирилл Туриченко | "Бумбокс"                  | 10              | 11   | 21        | 3     |
| 2 | Тина Кароль      | "«Show Me Your Love»"      | 12              | 12   | 24        | 1     |
| 3 | Ирина Розенфельд | "Ви дасте мені свою любов" | 11              | 10   | 21        | 2     |

## Критика отбора
Вокруг отборочного тура «Евровидения 2006» разгорается скандал. Украинские деятели культуры направили президенту Виктору Ющенко обращение, в котором просят взять под личный контроль проведение отборочного конкурса «Евровидение-2006».
Первый отборочный концерт был омрачен небольшим скандалом. Перед оглашением результата была произведена очистка голосов, что резко изменило количество голосов некоторых участников. Изменение результатов продолжилось и после оглашения - это вызвало негативную реакцию у зрителей и прессы. Официальный пресс-релиз НТУ дал следующее разъяснение: Были замечены способы нечестной конкуренции: с одного телефонного номера были отправлены сотни СМС или сотни телефонных звонков. Рекордом стало 591 звонок с одного номера в пользу одного из участников. Для избежания манипуляций с голосованием организаторы конкурса приняли решение, что количество звонков с одного номера должно быть допущено не более 20 звонков. Звонки превышающие эту число не засчитываются.
Ситуация, которая сложилась вокруг отборочного конкурса, вызывает глубокую озабоченность телезрителей и специалистов. От участия в подготовке конкурсантов отстранены наиболее известные в Украине специалисты. Выдвижение кандидатов носит кулуарный характер. Участие широкой общественности зрителей носит символический характер", - говорится в обращении, которое подписали народный артист Украины Поклад, композитор Быстряков, поэт-песенник Крищенко, председатель Национальной ассоциации эстрадных артистов Герасимов, ректор Института эстрадного искусства Чунихин, продюсер проекта "Академия звезд" певица Сысоева и другие.

## Выступление
Поскольку Украина заняла 19-е место на конкурсе 2005 года, Тина была вынуждена участвовать в полуфинале Евровидения, выступив 15-й, после Турции и предшествовавшей Финляндия . Она вышла в финал, заняв 7-е место в полуфинале и набрав 146 очков.
Кароль сообщила, что в песне, которую она будет исполнять на конкурсе, речь идет о "максимальной любви, максимальной свободе и максимальной гармонии". Основная задача певицы на конкурсе – "классно выступить" и "всех зажечь". Основной цвет ее выступления - белый, а также красное сердце, которое символизирует любовь.
Финал конкурса состоялся 20 мая 2006 года, выступала Тина под номером 18, но даже несмотря на то, что ее песня была в середине выступления, она запомнилась многим странам. Певица с песней “Show Me Your Love”, набрала 145 баллов и вошла в первую десятку участников, заняв седьмое место. Благодаря седьмому месту, полученному в нынешнем конкурсе, в следующем конкурсе Украина выступит сразу в финале.

## Голосование

### Голосование[19]
| 12 баллов                                            | 10 баллов           | 8 баллов                                                        | 7 баллов                                                        | 6 баллов |
| ---------------------------------------------------- | ------------------- | --------------------------------------------------------------- | --------------------------------------------------------------- | -------- |
| - Армения - Беларусь - Молдова - Португалия - Россия | - Израиль - Румыния | - Турция                                                        | - Андорра - Кипр - Латвия - Литва - Польша                      |          |
| 5 баллов                                             | 4 балла             | 3 балла                                                         | 2 балла                                                         | 1 балл   |
| - Исландия - Сербия и Черногория                     | - Эстония - Греция  | - Босния и Герцеговина - Болгария - Ирландия - Мальта - Испания | - Хорватия - Финляндия - Северная Македония - Монако - Словения |          |

| 12 баллов                                                                | 10 баллов                     | 8 баллов                       | 7 баллов                                                       | 6 баллов                             |
| ------------------------------------------------------------------------ | ----------------------------- | ------------------------------ | -------------------------------------------------------------- | ------------------------------------ |
| - Португалия                                                             | - Армения - Беларусь - Россия | - Молдова - Турция             | - Литва                                                        | - Кипр - Исландия - Израиль - Польша |
| 5 баллов                                                                 | 4 балла                       | 3 балла                        | 2 балла                                                        | 1 балл                               |
| - Андорра - Босния и Герцеговина - Эстония - Греция - Латвия - Македония | - Хорватия                    | - Болгария - Румыния - Испания | - Финляндия - Мальта - Монако - Сербия и Черногория - Словения | - Ирландия - Нидерланды - Швеция     |

### Баллы присуждаемые Украиной[20]
| 12 баллов | Россия               |
| 10 баллов | Польша               |
| 8 баллов  | Босния и Герцеговина |
| 7 баллов  | Армения              |
| 6 баллов  | Финляндия            |
| 5 баллов  | Литва                |
| 4 баллов  | Швеция               |
| 3 балла   | Кипр                 |
| 2 балла   | Словения             |
| 1 балл    | Беларусь             |

| 12 баллов | Россия               |
| 10 баллов | Босния и Герцеговина |
| 8 баллов  | Армения              |
| 7 баллов  | Финляндия            |
| 6 баллов  | Швеция               |
| 5 баллов  | Литва                |
| 4 балла   | Латвия               |
| 3 балла   | Норвегия             |
| 2 балла   | Ирландия             |
| 1 балл    | Румыния              |